# Waltraut Seitter
Pour les articles homonymes, voir Seitter.
Waltraut Seitter (Zwickau, 13 janvier 1930 – Schalkenmehren, 15 novembre 2007) est une astronome allemande.

## Biographie
Waltraut Carola Seitter nait à Zwickau (Allemagne) où son père travaille comme ingénieur aux ateliers d'automobiles Horch. Après des études secondaires à Cologne (Allemagne) qu'elle termine en 1949 (et des emplois comme collectrice de tickets de tramway, assistante aux réfugiés et dessinatrice technique), elle commence des études universitaires en physique, mathématiques, chimie et astronomie. Elle poursuit celles-ci avec une bourse de la Fondation Fulbright au Smith College à Northampton (Massachusetts, USA) où elle enseigne l'astronomie après avoir obtenu son Master of Arts en physique en 1955. Entre 1958 et 1962, elle travaille à l'Observatoire de Hoher List de l'Université de Bonn (Allemagne), obtient son doctorat en sciences et est nommée assistante, observatrice et professeur surnuméraire de l'Université de Bonn. En 1967, elle est professeur invitée de l'université Vanderbilt à Nashville (Tennessee, USA), puis professeur au Smith College, occupant la chaire d'astronomie Eliza Appleton à partir de 1973. En 1975, elle est choisie pour occuper la chaire d'astronomie de l'université de Münster (devenant ainsi la première femme à occuper une chaire d'astronomie en Allemagne). Elle est directrice de l'Institut d'astronomie de Münster jusqu'à son départ en retraite en 1995.
À Bonn, elle travaille sur des problèmes de statistique stellaire et de classification spectrale stellaire, publiant notamment l'Atlas spectral de Bonn (en deux volumes). À Münster, dirigeant un groupe dédié de jeunes chercheurs, elle organise le Muenster Redshift Project (MRSP), une méthode pour obtenir des décalages vers le rouge à partir des plaques de prisme-objectif obtenues avec le télescope de Schmidt du Royaume-Uni, ainsi que le Muenster Red Sky Survey, un catalogue de galaxies de l'hémisphère austral basé sur des plaques rouges obtenues au télescope de Schmidt de l'ESO. Des premières indications de l'action de la constante cosmologique sont mises en évidence en 1997 avec les données du MRSP, juste avant que d'importantes investigations de supernovae établissent définitivement son existence. 
Durant la plus grande partie de sa carrière, elle effectue aussi des recherches sur les novae et sur les étoiles éruptives associées. Elle met sur pied différentes expositions, notamment sur les femmes en astronomie, sur l'astronomie en exil (Smith College), de même que sur Kepler et son époque (Muenster, 1980). Elle organise aussi plusieurs réunions astronomiques.
En 1975, Waltraut Seitter épouse Hilmar Duerbeck, un collègue astronome.
L'astéroïde (4893) Seitter porte son nom.